# 오장
오장(吳長, ? ~ 1616년)은 조선 중기의 의병장이자 문신이다. 자는 익승(翼承)이며 호는 사호(思湖)이다. 본관은 함양(咸陽)으로 경상남도 산청 출신이다.

## 생애
임진왜란이 일어나자 창의하여 의병을 일으켰다. 인동의 장현광과 함께 천거되었으나, 직임을 받지는 못하였다. 선조 28년(1595년)에 비로소 진안현감에 제수되어 부임하였다. 광해군 2년(1610년) 문과에 응시하여 병과로 급제하였다. 이후 사간원정원, 경성판관을 역임했으나 영창대군의 옥사와 폐모논의에 반대하다가 당쟁을 조장한다는 죄목으로 관직을 삭탈당했다. 이에 고향인 산청으로 낙향하였다. 이듬해 영창대군의 옥사를 비난하며 대북과 싸우던 정온(鄭蘊)이 제주로 유배당하자, 영남의 유생들을 이끌고 이를 반대하는 연명상소를 올렸다. 이에 대북 영수 정인홍의 미움을 사게 되어 황해도 토산(兎山)으로 유배당했다. 광해군 8년(1616년)에 유배지에서 죽었다. 인조반정 후 관작이 복권되고 승정원좌승지에 증직되었다. 유저로 사호집(思湖集)이 있으며, 경남 산청의 사호사(西湖祠)와 서계서원(西溪書院)에 배향되었다.

## 가족
- 고조(高祖)
  - 유학(幼學) 오종은(吳從誾)
- 증조(曾祖)
  - 유학(幼學) 오식(吳軾)
- 조부(祖父)
  - 유학(幼學) 오세기(吳世紀)
- 선고(先考)
  - 홍문관전한(弘文館典翰) 오건(吳健)
- 사위(壻)
  - 진도군수(珍島郡守) 성천지(成天祉)
  - 유학(幼學) 송정태(宋梃泰)
- 서자(庶子)
  - 오정(吳淀)
  - 오손(吳潠)
  - 오섭(吳涉)

## 참고 문헌
- 조선왕조실록(朝鮮王朝實錄), 영남인물고(嶺南人物考), 내암문집(萊菴文集), 청선고(淸選考), 국조문과방목(國朝文科榜目).